# Poospiza erythrophrys
Poospiza erythrophrys là một loài chim trong họ Thraupidae.